# Servicio de Inteligencia Exterior de Ucrania
El Servicio de Inteligencia Exterior de Ucrania o SZRU por sus siglas en ucraniano, es la agencia estatal encargada de obtener, analizar y proteger información relevante para la seguridad nacional de Ucrania en el ámbito internacional. Subordinado directamente al presidente de Ucrania, su misión incluye la detección de amenazas externas, el apoyo a la política exterior y de defensa, y la cooperación con servicios de inteligencia extranjeros. Fundado en 2004, el SZRU emplea métodos como operaciones encubiertas, ciberinteligencia y análisis estratégico. Desde el conflicto con Rusia, ha intensificado su papel en la defensa contra espionaje, desinformación y amenazas híbridas. Su labor se rige por la Ley de Inteligencia de Ucrania y se coordina con otros organismos de seguridad nacional como el SBU. 

## Historia

### Siglo XX
El 27 de enero de 1919, la República Popular de Ucrania creó la primera agencia de inteligencia extranjera de Ucrania, el Departamento de Asuntos Políticos del Ministerio del Interior del Directorio de la República Popular de Ucrania. Tras la derrota de la República Popular de Ucrania (UNR) y la incorporación de Ucrania a la Unión Soviética, esta agencia se utilizó para recopilar información sobre la situación general en la Ucrania soviética, los agentes de selección y formación, los residentes y los mensajeros. Durante este período, el servicio militar especial de la UNR en el exilio a veces trabajó en estrecho contacto con la inteligencia de otros países, principalmente Rumanía, Japón, Francia y el Reino Unido. Aunque fue Polonia quien acogió y cooperó más con la agencia de inteligencia extranjera de la UNR en el exilio en las décadas de 1920 y 1930. Desde 2019, el 27 de enero se celebra el "Día de la Inteligencia Extranjera de Ucrania".

### Inicio de operaciones
El SZRU inició oficialmente sus actividades el 14 de octubre de 2004, tras la firma del Decreto Presidencial «Sobre el Servicio de Inteligencia Exterior de Ucrania» por el entonces presidente Leonid Kuchma. Esta agencia fue creada sobre la base del Departamento de Inteligencia de la Dirección General de Inteligencia del SBU, estableciéndose así como un organismo estatal independiente con competencias exclusivas en inteligencia exterior. Posteriormente, el 1 de diciembre de 2005, la Rada Suprema aprobó la Ley «Sobre el Servicio de Inteligencia Exterior de Ucrania», consolidando su marco legal. Desde entonces, esta fecha es considerada el aniversario oficial de la fundación del SZRU. Su creación respondió a la necesidad de adaptar la estructura de inteligencia ucraniana a los estándares de un Estado democrático y reforzar su capacidad frente a amenazas externas en el cambiante contexto geopolítico posterior a la independencia.
A lo largo de su desarrollo, el SZRU ha pasado por un proceso de institucionalización y consolidación jurídica, separado de los organismos policiales, y ha buscado alinearse con los estándares europeos. En este contexto, se ha adaptado a los nuevos desafíos de seguridad derivados de los profundos cambios políticos en Ucrania y de su proceso de integración hacia la Unión Europea y la OTAN. Como parte de su esfuerzo por preservar la memoria histórica, el 16 de diciembre de 2010, el SZRU publicó en colaboración con la editorial Yaroslaviv Val un libro titulado Líderes de la inteligencia extranjera ucraniana, que revela aspectos de la actividad de inteligencia desde la época de la Ucrania independiente de 1918–1920 y durante el periodo soviético.
Desde 2010, la agencia ha desempeñado un papel cada vez más activo en el contexto de los profundos cambios geopolíticos que han afectado a Ucrania. Tras la Revolución de la Dignidad de 2014 y la posterior anexión de Crimea por parte de Rusia, el SZRU intensificó sus operaciones para hacer frente a amenazas híbridas, ciberataques, campañas de desinformación y actividades de espionaje.  A partir de la invasión rusa a gran escala en 2022, el servicio amplió aún más sus capacidades operativas y analíticas, centrándose en la detección temprana de amenazas, la protección de infraestructuras críticas y la provisión de inteligencia estratégica al más alto nivel del Estado. En este nuevo escenario, el SZRU ha adoptado medidas de modernización tecnológica y reformas internas para fortalecer la supervisión democrática y alinear su funcionamiento con los estándares de transparencia, eficiencia y legalidad exigidos por los procesos de integración euroatlántica.

## Tareas
Las tareas de la agencia se asignan de la siguiente manera:
- Recopilar, evaluar, analizar y difundir inteligencia a los jefes de los más altos órganos de toma de decisiones de Ucrania de conformidad con la ley aplicable.
- Implementar medidas especiales para promover la política estatal de Ucrania en las esferas política, económica, militar y técnica, ecológica y de información, así como para contribuir a la defensa nacional, fomentar el desarrollo económico y promover la ciencia y la tecnología.
- Salvaguardar las misiones ucranianas en el extranjero, brindando seguridad al personal y sus familiares en el país anfitrión, así como a los oficiales adscritos que tienen acceso a datos de secreto de estado.
- Participar en operaciones internacionales que aborden temas de alta prioridad como el crimen organizado, combate contra la corrupción el terrorismo, el narcotráfico, el tráfico ilegal de armas y tecnologías respectivas y la migración ilegal.
- Proporcionar contramedidas a las amenazas externas que pueden afectar la seguridad nacional de Ucrania, la vida y la salud de sus ciudadanos y los establecimientos estatales en el extranjero.